# Liste der Baudenkmäler in Dingolfing
Auf dieser Seite sind die Baudenkmäler in der niederbayerischen Stadt Dingolfing zusammengestellt. Diese Tabelle ist eine Teilliste der Liste der Baudenkmäler in Bayern. Grundlage ist die Bayerische Denkmalliste, die auf Basis des Bayerischen Denkmalschutzgesetzes vom 1. Oktober 1973 erstmals erstellt wurde und seither durch das Bayerische Landesamt für Denkmalpflege geführt wird. Die folgenden Angaben ersetzen nicht die rechtsverbindliche Auskunft der Denkmalschutzbehörde.

## Ensemble

### Ensemble Obere Stadt Dingolfing
Das Ensemble umfasst den historischen Bereich der Oberen Stadt der Altstadt Dingolfings, eine im Kern befestigte Burgsiedlung des 13. Jahrhunderts, und den Steinweg als ihre Verbindung zur Unteren Stadt. Dingolfing liegt im niederbayerischen Hügelland, an der unteren Isar, auf dem rechten Ufer des Flusses.
Die bajuwarische Altsiedlung Dolgolfing, die sich bei einem offenbar sehr alten Isarübergang entfaltete, zeichnet sich bereits im 7./8. Jahrhundert durch einen agilolfingischen Herzogshof aus, bei dem Herzog Tassilo III. vermutlich 770 die Bischöfe und Äbte seines Herzogtums zu einer Synode versammelte. Dieser Hof befand sich neben der ältesten Pfarrkirche St. Johannes, der Vorgängerin des bestehenden spätgotischen Baus.
Infolge der Absetzung Herzog Tassilos 788 gelangten Herzogshof und Kirche in den Besitz der Karolinger, die dieses Königsgut durch Schenkung an das Kloster St. Emmeram in Regensburg weitergaben; der Regensburger Bischof wurde somit Grundherr der Siedlung. Diese Tatsache war ausschlaggebend für die weitere Entwicklung zu einer Stadt besonderen Charakters. Die wittelsbachischen Herzöge machten nämlich von ihrem benachbarten Territorium aus dem Bischof die Rechte auf den wohl inzwischen bedeutenden Ort Dingolfing streitig und setzten sich westlich unmittelbar über der Siedlung auf einer Anhöhe fest, deren Plateau bereits Ludwig der Kelheimer, um 1230, beansprucht haben soll.
Nach der Erstürmung der nahe gelegenen bischöflichen Feste Teisbach, 1251, konnten sie sich als alleinige Herren in Dingolfing durchsetzen und bauten unter Herzog Otto II., dem eigentlichen Stadtgründer, auf der Höhe eine befestigte Burgsiedlung aus, die Obere Stadt. Diese besteht aus einem langen, der leichten Krümmung des Höhenplateaus folgenden, von Süden nach Norden sich ausweitenden Platz von hofartigem Charakter. Zwar kam es nicht zum Bau einer herzoglichen Burg in diesem Bereich, doch zu einer Konzentration von herzoglichen Amtsgebäuden – unter ihnen der eindrucksvolle spätgotische Herzogskasten – und von späteren Adelshäusern.
Diese Häufung von Ämtern und Amtsbauten, zu denen bis 1838 auch das Rathaus der Stadt gehörte, ist bis zur Gegenwart für die Obere Stadt im Gegensatz zur gewerblichen Unterstadt charakteristisch geblieben. Die Verbindung zwischen Unterer und Oberer Stadt stellt der Steinweg her, eine steile, in ihrem mittleren Teil sich gabelnde Gasse, deren Verzweigungen enge, malerische Zugänge zu dem Platzraum der Oberen Stadt bilden. Die hohen, schützenden Stütz- und Futtermauern, von denen der Steinweg im oberen Teil begleitet wird und der sogenannte Reiserbogen, der ihn überspannt, erinnern an die ehemalige Eigenbefestigung der Oberen Stadt. Ein Zusammenschluss der beiden Beringe erfolgte erst im Spätmittelalter; die Verbindungsmauer vom ehemaligen Isartor bei Bruckstraße 31 über den Schmiedturm zum Storchenturm in der Nordecke der Oberen Stadt erinnert an diese Vereinigung.
Aus der Blütezeit der Stadtentwicklung in der zweiten Hälfte des 15. Jahrhunderts hat sich in der Oberen Stadt der Herzogskasten als das bedeutendste Baudenkmal erhalten (vor 1421 erbaut). Von der älteren Bausubstanz haben die Zerstörungen im österreichischen Erbfolgekrieg, 1743, das meiste vernichtet, die Stadtmauern sind mit drei der vier Stadttore Ende des 19. Jahrhunderts abgetragen worden. In der Nordostecke der Oberen Stadt bestand von 1640 bis zur Aufhebung 1802 bei einer älteren St.-Oswald-Kirche ein Franziskanerkloster, dessen Wirtschaftstrakt noch an die ehemals größere und im Platz- und Stadtbild bis zum Abbruch 1804 dominierende Anlage erinnert.
Von den Befestigungsverstärkungen des frühen 17. Jahrhunderts ist an der Südspitze der Oberen Stadt die über den Asenbachgraben geführte Hochbrücke von 1612 erhalten, mit der ein weiterer separater Zugang zur Oberen Stadt geschaffen und zugleich ein bedeutender städtebaulicher Akzent an dieser Stelle gesetzt wurde. Eine Störung ist der parzellenübergreifende Bau des Landratsamtes, für den das ehemalige Rathaus abgebrochen worden ist.
Akten-Nummer E-2-79-112-1

## Baudenkmäler nach Ortsteilen

### Dingolfing
| Lage                                      | Objekt                                                                             | Beschreibung | Akten-Nr.               | Bild                                                                               |
| ----------------------------------------- | ---------------------------------------------------------------------------------- | --- | ----------------------- | ---------------------------------------------------------------------------------- |
| Am Herrenweiher 11 (Standort)             | Ehemalige Turnhalle                                                                | jetzt Wasserburger Saal, langgestreckter zweigeschossiger Satteldachbau mit gotisierender Fassade, 1907 | D-2-79-112-2 Wikidata   | Ehemalige Turnhalle                                                                |
| Bahnhofstraße 53 (Standort)               | Katholische Filialkirche St. Antonius                                              | ehemalige Kirche des Siechen- und Leprosenhauses, Saalkirche mit Südturm, Chor vor 1432, Turm und Langhaus 1896; mit Ausstattung | D-2-79-112-125 Wikidata | Katholische Filialkirche St. Antonius                                              |
| Böcklerstraße 2 (Standort)                | Katholische Pfarrkirche St. Josef                                                  | einschiffige Saalkirche mit seitlich gestelltem, quadratischem Westturm; mit Ausstattung; Pfarrhaus, zweigeschossiger Satteldachbau; eingeschossiger Verbindungsbau mit Laubengang; alles Sichtziegelbauten, von Robert Vorhoelzer und Sepp Reiter, 1954–57 | D-2-79-112-136          | weitere Bilder                                                                     |
| Bruckstraße 7 (Standort)                  | Brauereigasthof Alte Post                                                          | breitgelagerter zweiteiliger Trakt, westlicher Teil zweieinhalbgeschossig mit stichbogiger Tordurchfahrt, wohl 17./18. Jahrhundert, Fassade mit hoher zinnenbesetzter Vorschussmauer nach Mitte 19. Jahrhundert; vierseitig umbauter Hof mit hölzerner Galerie, 18./19. Jahrhundert und ehemalige Stallung, 19. Jahrhundert | D-2-79-112-6 Wikidata   | Brauereigasthof Alte Post                                                          |
| Bruckstraße 11 (Standort)                 | Ehemalige Gastwirtschaft und Bürgerhaus                                            | zweigeschossiger Giebelbau mit Aufsätzen, Steherker und Hofdurchfahrt, bezeichnet 1643, im Kern spätgotisch | D-2-79-112-7 Wikidata   | Ehemalige Gastwirtschaft und Bürgerhaus                                            |
| Bruckstraße 20, Lederergasse 1 (Standort) | Bürgerhaus                                                                         | zweigeschossiger Satteldachbau in Ecklage mit überkuppeltem Eck-Erkerturm, 16. Jahrhundert, Ergänzung und Überformung im 19. Jahrhundert | D-2-79-112-9 Wikidata   | Bürgerhaus                                                                         |
| Fischerei 9 (Standort)                    | Stadel                                                                             | Bruckstadel, erdgeschossiger Bau mit Satteldach, nach Brand wieder errichtet 1752 | D-2-79-112-11 Wikidata  | Stadel                                                                             |
| Friedhofweg 4 (Standort)                  | Friedhof                                                                           | terrassierte Anlage mit gemauerten Grabstätten des 19. Jahrhunderts, archivalisch belegt seit 1627, städtischer Friedhof seit 1802, erste Erweiterung 1827, Erweiterungen 1866 und später; Friedhofskapelle St. Thekla, kleine Saalkirche mit Dachreiter, erbaut 1629, erweitert nach Plänen von Johann Matthias Weigenthaller 1764; ehemaliges Leichenhaus, eingeschossiger historisierender Satteldachbau, erhöhter Mittelbau durch Arkaden geöffnet, 1872 | D-2-79-112-135 Wikidata | BW                                                                                 |
| Geißlung (Standort)                       | Wallfahrtskapelle Geißlung Christi                                                 | Rokokobau mit östlicher Vorhalle, Dachreiter und wenig eingezogenem Chor, errichtet nach Plänen von Johann Matthias Weigenthaller 1753; mit Ausstattung | D-2-79-112-16 Wikidata  | weitere Bilder                                                                     |
| Geißlung 12 (Standort)                    | Ehemalige Franziskaner-Klosterkirche Unbefleckte Empfängnis Mariä                  | jetzt Klarissen-Klosterkirche, neugotischer Ziegelbau in Art der mittelalterlichen Bettelordenskirchen, 1858; mit Ausstattung | D-2-79-112-13 Wikidata  | weitere Bilder                                                                     |
| Geißlung 12 (Standort)                    | Lourdes-Grotte                                                                     | Lourdes-Grotte, 1904 | D-2-79-112-15 Wikidata  | BW                                                                                 |
| Geißlung 12 (Standort)                    | Ehemaliger Franziskaner-Friedhof                                                   | Ende 19. Jahrhundert, erweitert 1975 | D-2-79-112-14 Wikidata  | BW                                                                                 |
| Griesgasse 7 (Standort)                   | Wohn- und Geschäftshaus                                                            | zweigeschossiger Eckbau mit Schweifgiebel und Putzgliederungen in historisierenden Formen, Ende 19. Jahrhundert | D-2-79-112-17 Wikidata  | Wohn- und Geschäftshaus                                                            |
| Griesgasse 34 (Standort)                  | Wohnhaus                                                                           | zweigeschossiger Eckbau mit zwei Flügeln, der Mittelteil in Übereck-Stellung, Fassade in Formen der Neurenaissance, Ende 19. Jahrhundert | D-2-79-112-19 Wikidata  | Wohnhaus                                                                           |
| Hochbrückenstraße (Standort)              | Lager- und Eiskeller                                                               | Lager- und Eiskeller (Postkeller) | D-2-79-112-22 Wikidata  | BW                                                                                 |
| Hochbrückenstraße (Standort)              | Gefallenendenkmal                                                                  | errichtet für gefallene Franzosen von 1743, Sockel mit Stele und Inschrifttafeln, bezeichnet 1902 | D-2-79-112-21 Wikidata  | Gefallenendenkmal                                                                  |
| Hochbrückenstraße (Standort)              | Hochbrücke                                                                         | monumentaler fünfbogiger Backsteinbau mit Torbogen am südlichen Brückenkopf, 1612; Figur des Brückenheiligen Johannes Nepomuk, barock, in Nische; auf der Brückenbrüstung | D-2-79-112-23 Wikidata  | weitere Bilder                                                                     |
| Kirchgasse 3 (Standort)                   | Wehrturm der Stadtbefestigung                                                      | sogenannter Stegturm, schmaler dreigeschossiger Satteldachbau, 13./14. Jahrhundert, im 18./19. Jahrhundert als Wohnhaus ausgebaut | D-2-79-112-27 Wikidata  | Wehrturm der Stadtbefestigung                                                      |
| Klosterhof 8 (Standort)                   | Gruft des ehemaligen Franziskanerklosters                                          | angelegt wohl beim Bau der ehemaligen Klosterkirche, 1682, überbaut | D-2-79-112-31 Wikidata  | BW                                                                                 |
| Lederergasse 19 (Standort)                | Ehemaliges Lederer- oder Gerberhaus                                                | zweigeschossiger Traufseitbau mit Satteldach, Dachgauben und Hofdurchfahrt, äußere Erscheinung erste Hälfte 19. Jahrhundert, im Kern 17./18. Jahrhundert oder älter; zugehöriges Rückgebäude, ehemalige Stallung mit Gesindewohnung, dreigeschossiger Bau mit Schopfwalmdach, 17./18. Jahrhundert, im 19. Jahrhundert umgebaut | D-2-79-112-33 Wikidata  | BW                                                                                 |
| Lederergasse 21 (Standort)                | Wohnhaus                                                                           | zweigeschossiger Traufseitbau mit Satteldach, erste Hälfte 19. Jahrhundert, im Kern vermutlich älter | D-2-79-112-34 Wikidata  | BW                                                                                 |
| Lederergasse 23 (Standort)                | Wohnhaus                                                                           | zweigeschossiger Traufseitbau mit Satteldach, Putzquaderungen und Hofdurchfahrt, um Mitte 19. Jahrhundert, im Kern wohl älter | D-2-79-112-35 Wikidata  | BW                                                                                 |
| Lederergasse 25 (Standort)                | Wohnhaus                                                                           | zweigeschossiger Traufseitbau mit Satteldach, Segmentbogenfenstern und -tür, um Mitte 19. Jahrhundert | D-2-79-112-36 Wikidata  | BW                                                                                 |
| Marienplatz (Standort)                    | Marienfigur                                                                        | 1867, Brunneneinfassung modern | D-2-79-112-47 Wikidata  | weitere Bilder                                                                     |
| Marienplatz 2 (Standort)                  | ehemaliger Brauereigasthof Seethaler, ab September 2013 Kreis- und Stadtbibliothek | stattlicher zweigeschossiger Eckbau mit Satteldach, Schweifgiebel und seitlicher Toreinfahrt mit Volutengiebel, 1745, 2012/2013 umfassend renoviert | D-2-79-112-37 Wikidata  | ehemaliger Brauereigasthof Seethaler, ab September 2013 Kreis- und Stadtbibliothek |
| Marienplatz 23 (Standort)                 | Bürgerhaus                                                                         | zweigeschossiger Traufseitbau mit Steildach, Giebel mit Aufsätzen, 17./18. Jahrhundert | D-2-79-112-43 Wikidata  | BW                                                                                 |
| Marienplatz 27 (Standort)                 | Bürgerhaus                                                                         | zweigeschossiger Giebelbau mit Satteldach, im Kern spätmittelalterlich | D-2-79-112-45 Wikidata  | BW                                                                                 |
| Marienplatz 30 (Standort)                 | Torturm der Stadtbefestigung                                                       | sogenanntes Wollertor, Anfang 16. Jahrhundert, Staffelgiebel neugotisch | D-2-79-112-46 Wikidata  | weitere Bilder                                                                     |
| Oberer Stadtplatz (Standort)              | Kriegerdenkmal                                                                     | für die Gefallenen von 1870/71, bezeichnet 1904 | D-2-79-112-74 Wikidata  | Kriegerdenkmal                                                                     |
| Obere Stadt 1 (Standort)                  | Ehemaliges Adelshaus                                                               | jetzt Teil des Landratsamtes, zweigeschossiger Eckbau mit Satteldach, im Kern spätmittelalterlich, barocke Fassade im 19. Jahrhundert vereinfacht | D-2-79-112-48 Wikidata  | weitere Bilder                                                                     |
| Obere Stadt 8 (Standort)                  | Ehemaliges Gasthaus                                                                | zweigeschossiger Traufseitbau mit Durchfahrt, im Kern 17./18. Jahrhundert; Gartensalettl, verglaster Holzständerbau mit Satteldach, Ende 19./ Anfang 20. Jahrhundert; Gartenhaus mit Remise und kleiner Wohnung, zweigeschossiger Satteldachbau, Ende 19./ Anfang 20. Jahrhundert; gedeckter Unterstand, offene Holzständerkonstruktion mit Pultdach, Ende 19./ Anfang 20. Jahrhundert | D-2-79-112-53 Wikidata  | Ehemaliges Gasthaus                                                                |
| Obere Stadt 12 (Standort)                 | Ehemaliges Amtsgericht                                                             | zweigeschossiger Neubarockbau mit Schweifgiebeln, 1904/05; mit Garteneinfriedung, gleichzeitig | D-2-79-112-55 Wikidata  | Ehemaliges Amtsgericht                                                             |
| Obere Stadt 13 (Standort)                 | Ehemaliger Pfleghof                                                                | zweigeschossiger Mansardwalmdachbau, wohl Mitte 18. Jahrhundert | D-2-79-112-56 Wikidata  | Ehemaliger Pfleghof                                                                |
| Obere Stadt 14 (Standort)                 | Ehemaliges Amtsgerichtsgebäude                                                     | zweigeschossiger Traufseitbau mit Segmentbogenfenstern, 1862, nördlich integriert ehemaliger Befestigungsturm der Stadtbefestigung, sogenannter Storchenturm, 13./14. Jahrhundert, um 1862 gotisierend ummantelt, Zeltdach 1905 | D-2-79-112-57 Wikidata  | Ehemaliges Amtsgerichtsgebäude                                                     |
| Obere Stadt 15 (Standort)                 | Ehemaliges Kastenamt                                                               | sogenannte Herzogsburg, seit 1956 Museum, zweigeschossiger gotischer Backsteingiebelbau mit Treppengiebeln, Fassade mit reichem Blend- und Maßwerk, um 1400/20 | D-2-79-112-58 Wikidata  | weitere Bilder                                                                     |
| Obere Stadt 16 (Standort)                 | Stadtbefestigung                                                                   | in Teilen erhalten, erster Bering um die Obere Stadt 1274 erwähnt, im 15. Jahrhundert Zusammenschluss der beiden Beringe von Unterer und Oberer Stadt, 1422 und 1468 Verstärkung der Mauern, zwischen Unterer und Oberer Stadt bezeichnet der Torbogen am Steinweg die historische Berührungsstelle zwischen den beiden hochmittelalterlichen Beringen; Befestigungsturm, sogenannter Stinkerturm, mit Kegeldach, 13./14. Jahrhundert; Befestigungsturm, sogenannter Schmiedturm, mittelalterlich, 1887 zum Teil abgebrochen. Befestigungsturm, sogenannter Storchenturm, 1862 in Amtsgebäude integriert, siehe Obere Stadt 14; Hochbrücke, siehe Oberer Stadtplatz; Brückenkopfbastion, in Wohnhausbau integriert, siehe Obere Stadt 70/72; Stadttor, sogenanntes Wollertor, siehe Marienplatz 30. | D-2-79-112-1 Wikidata   | Stadtbefestigung                                                                   |
| Obere Stadt 18 (Standort)                 | Doppelwohnhaus                                                                     | zweigeschossiger Giebelbau, erste Hälfte 19. Jahrhundert; zugehörige, zum Teil überbaute Stadtmauer, 13./14. Jahrhundert | D-2-79-112-61 Wikidata  | Doppelwohnhaus                                                                     |
| Obere Stadt 28 (Standort)                 | Wohnhaus                                                                           | zweigeschossiger, traufständiger und verputzter Ziegelbau mit hohem Satteldach, im Kern gotisch, 1420/21 (dendrochronologisch datiert), Umbau und Dach, 1638/39 (dendrochronologisch datiert); im Keller Fluchtweg hinab zum Asenbach, aus Ziegeln gewölbter Treppengang, wohl mittelalterlich; im Garten Bastionsrest der Stadtbefestigung, 13./14. Jahrhundert | D-2-79-112-64 Wikidata  | Wohnhaus                                                                           |
| Obere Stadt 38 (Standort)                 | Ehemalige Fleischbank                                                              | jetzt Lagergebäude, giebelständiger Bau, Fassade mit welschem Fingergiebel und drei Toreinfahrten im Erdgeschoss, 16. Jahrhundert; zugehöriger Stadtmauerrest, 13./14. Jahrhundert | D-2-79-112-66 Wikidata  | Ehemalige Fleischbank                                                              |
| Obere Stadt 44 (Standort)                 | Ehemaliges Adelshaus                                                               | jetzt Finanzamt, stattlicher zweigeschossiger Traufseitbau, 16. Jahrhundert; zugehöriger Stadtmauerrest, 13./14. Jahrhundert | D-2-79-112-68 Wikidata  | Ehemaliges Adelshaus                                                               |
| Obere Stadt 50 (Standort)                 | Wohnhaus                                                                           | dreigeschossiger Traufseitbau, seitlich mit gotischem Staffelgiebel, 16. Jahrhundert; zugehöriger Stadtmauerrest, 13./14. Jahrhundert | D-2-79-112-70 Wikidata  | BW                                                                                 |
| Obere Stadt 64 (Standort)                 | Ehemalige Gefängniszellen im Kellergewölbe                                         | 17./18. Jahrhundert; zugehöriger Rest der Stadtmauer, 13./14. Jahrhundert | D-2-79-112-72 Wikidata  | BW                                                                                 |
| Obere Stadt 70, 72 (Standort)             | Ehemalige Brückenkopf-Bastion                                                      | der Stadtbefestigung an der Hochbrücke, halbrunde Anlage, 16. Jahrhundert, jetzt in das Kolpinghaus einbezogen | D-2-79-112-73 Wikidata  | BW                                                                                 |
| Pfarrplatz 7 (Standort)                   | Ehemaliges Butzengeiger Haus                                                       | zweigeschossiger Pultdachbau über unregelmäßigem Grundriss, angebaut an Kirchhofmauer und Kirchturm, 1744 | D-2-79-112-75 Wikidata  | Ehemaliges Butzengeiger Haus                                                       |
| Pfarrplatz 9 (Standort)                   | Katholische Pfarrkirche St. Johannes                                               | dreischiffige Backsteinhalle mit Chorumgang und Westturm, Baubeginn 1467, vollendet wohl um 1522, Seitenkapellen 15. bis 18. Jahrhundert, Regotisierung zweite Hälfte 19. Jahrhundert; mit Ausstattung (siehe auch: Grabstein für Anna Ecker († 1521)); Ummauerung des ehemaligen Kirchhofs, Ziegelmauer mit Grabdenkmälern des 17. bis 19. Jahrhunderts; Ölbergnische mit Pultdach und Figuren, um 1730, östlich angebaut an Pfarrplatz 12 | D-2-79-112-28 Wikidata  | weitere Bilder                                                                     |
| Pfarrplatz 9 a (Standort)                 | Dreifaltigkeitskapelle                                                             | bis 1802 Friedhofskapelle, auch sogenannte Erasmi- oder Schusterkapelle, spätgotischer Backsteinbau mit Dachreiter, Ende 15. Jahrhundert; mit Ausstattung; westlich angebauter Karner, erste Hälfte 17. Jahrhundert, mit Lourdes-Grotte, 1889 | D-2-79-112-29 Wikidata  | Dreifaltigkeitskapelle                                                             |
| Pfarrplatz 10 (Standort)                  | Pfarrhof                                                                           | Pfarrhaus, freistehender zweigeschossiger barocker Walmdachbau, von Johann Matthias Weigenthaller, bezeichnet 1729; Nebengebäude, Fachwerk-Ständerbau mit Satteldach, 19. Jahrhundert; ehemalige Stallung, eingeschossiger Satteldachbau, Ende 18. Jahrhundert / frühes 19. Jahrhundert; Pfarrgarten mit Einfahrtstor | D-2-79-112-76 Wikidata  | Pfarrhof                                                                           |
| Pfarrplatz 12 (Standort)                  | Ehemaliges St. Anna-Benefiziatenhaus                                               | an die Kirchhofmauer und den Turm angebautes dreigeschossiges Haus mit Satteldach, untere Geschosse 16. Jahrhundert | D-2-79-112-77 Wikidata  | BW                                                                                 |
| Sossauer Straße (Standort)                | Bildstock-Kapelle                                                                  | kleiner Satteldachbau, bezeichnet 1818 | D-2-79-112-84 Wikidata  | Bildstock-Kapelle                                                                  |
| Speisemarkt 1 (Standort)                  | Wohn- und Geschäftshaus                                                            | dreieinhalbgeschossiger Eck- und Kopfbau mit sehr flachem Walmdach, um 1880/90 | D-2-79-112-79 Wikidata  | Wohn- und Geschäftshaus                                                            |
| Speisemarkt 3 (Standort)                  | Wohn- und Geschäftshaus                                                            | zweigeschossiger Satteldachbau mit Schweifgiebel, im Kern 18. Jahrhundert | D-2-79-112-80 Wikidata  | Wohn- und Geschäftshaus                                                            |
| Steinweg (Standort)                       | Heiligennische                                                                     | mit kreuztragendem Christus 18. Jahrhundert, Tafel bezeichnet 1895; an Treppenaufgang | D-2-79-112-89 Wikidata  | Heiligennische                                                                     |
| Steinweg 1 (Standort)                     | Wohn- und Geschäftshaus                                                            | so genanntes Furtnerhaus, dreigeschossiger und traufständiger Satteldachbau, frühes 19. Jahrhundert, Eckerkerturm und Zinnenkranz, um 1890, Urbesitzbrief von 1795. Die Häuser Steinweg 1 und 3 wurden 1924 durch den Abriss des Treppenhauses vereint, jedoch nur Steinweg 1 ist geschützt, Steinweg 3 soll abgerissen werden. Bis 1894 spannte sich der Zanklbogen (16. Jahrhundert) vom Schusterhaus (Steinweg 3) auf die andere Straßenseite zum Schlosserhaus (Steinweg 4). | D-2-79-112-85 Wikidata  | Wohn- und Geschäftshaus                                                            |
| Steinweg 2 (Standort)                     | Bürgerhaus                                                                         | dreigeschossiger Traufseitbau, im Kern 16. Jahrhundert, Fassade 19. Jahrhundert | D-2-79-112-86 Wikidata  | BW                                                                                 |
| Steinweg 3 (Standort)                     | Wohnhaus                                                                           | zweigeschossiger Traufseitbau mit Mezzanin, 18./19. Jh., Fassade nach Abbruch des sog. Zanklbogens in die Baulinie der Nachbargebäude zurückversetzt, bez. 1899. | D-2-79-112-133          | BW                                                                                 |
| Steinweg 4 (Standort)                     | Bürgerhaus                                                                         | sogenanntes Schlosserhaus, dreigeschossiger spätgotischer Traufseitbau mit Flacherker, im Kern um 1500, Fassade mit Rautenbemalung, rekonstruiert 1971 | D-2-79-112-87 Wikidata  | Bürgerhaus                                                                         |
| Steinweg 17 (Standort)                    | Ehemalige Schule über Tordurchfahrt                                                | sogenanntes Reiches Schultor, später sogenannter Reiserbogen, Tor 15./16. Jahrhundert, zweigeschossige Überbauung 17./18. Jahrhundert | D-2-79-112-88 Wikidata  | BW                                                                                 |
| Steinweg 33 (Standort)                    | Ehemaliger herzoglicher Getreidekasten                                             | heute Teil des Museums, langgestreckter massiver Satteldachbau, 1477/78, Umbau zur Schule 1892 | D-2-79-112-60 Wikidata  | BW                                                                                 |

### Brunn
| Lage                | Objekt                               | Beschreibung | Akten-Nr.              | Bild           |
| ------------------- | ------------------------------------ | --- | ---------------------- | -------------- |
| Brunn 11 (Standort) | Katholische Filialkirche St. Ägidius | gotische Saalkirche mit eingezogenem Chor und Dachreiter, 14. Jahrhundert; mit Ausstattung                                                                                                   | D-2-79-112-90 Wikidata | weitere Bilder |
| Brunn 13 (Standort) | Stadel des ehemaligen Vierseithofes  | Blockbau mit Satteldach und Traidboden, 18. /19. Jahrhundert; westlich Remise, Satteldachbau mit Arkaden 18./19. Jahrhundert; südlich Remise, Satteldachbau mit Arkaden, 18./19. Jahrhundert | D-2-79-112-91 Wikidata | BW             |
| Brunn 16 (Standort) | Bauernhaus                           | zweigeschossiger Blockbau mit Satteldach und Traufschrot, 18. Jahrhundert | D-2-79-112-92 Wikidata | Bauernhaus     |

### Frauenbiburg
| Lage                                | Objekt                                   | Beschreibung | Akten-Nr.              | Bild           |
| ----------------------------------- | ---------------------------------------- | --- | ---------------------- | -------------- |
| Frauenbiburger Straße 33 (Standort) | Katholische Filialkirche Hl. Drei Könige | ursprünglich einschiffige Anlage, später erweitert zur Pseudobasilika, Turm und Langhaus im Kern 14. Jahrhundert, Seitenschiffe 15. Jahrhundert, Turmoberbau 1768; mit Ausstattung; Friedhofsmauer, an der Süd- und Westseite mit eingebauten Grabmonumenten, 19. Jahrhundert | D-2-79-112-94 Wikidata | weitere Bilder |

### Höfen
| Lage                                | Objekt                                      | Beschreibung                                                                                        | Akten-Nr.              | Bild           |
| ----------------------------------- | ------------------------------------------- | --------------------------------------------------------------------------------------------------- | ---------------------- | -------------- |
| Hauptstraße (bei Nr. 49) (Standort) | Wegkapelle (Marienkapelle, „Ernst-Kapelle“) | kleiner Satteldachbau mit Fassadengliederung, zweite Hälfte 19. Jahrhundert; mit Ausstattung        | D-2-79-112-97 Wikidata | weitere Bilder |
| Hauptstraße 94 (Standort)           | Bauernhaus                                  | Satteldachbau mit Blockbau-Obergeschoss und Traufschrot, zum Teil verschalt, Anfang 19. Jahrhundert | D-2-79-112-95 Wikidata | BW             |
| Lerchenstraße 23 (Standort)         | Wohnstallhaus                               | Satteldachbau mit Blockbau-Obergeschoss und Hochlaube, Anfang 19. Jahrhundert                       | D-2-79-112-96 Wikidata | BW             |

### Mietzing
| Lage                  | Objekt     | Beschreibung                                                                                      | Akten-Nr.              | Bild |
| --------------------- | ---------- | ------------------------------------------------------------------------------------------------- | ---------------------- | ---- |
| Mietzing 4 (Standort) | Bauernhaus | Satteldachbau mit verputztem Blockbau-Obergeschoss und Traufschrot, zweite Hälfte 18. Jahrhundert | D-2-79-112-98 Wikidata | BW   |

### Oberdingolfing
| Lage                         | Objekt                                | Beschreibung | Akten-Nr.               | Bild                                  |
| ---------------------------- | ------------------------------------- | --- | ----------------------- | ------------------------------------- |
| In Oberdingolfing (Standort) | Katholische Filialkirche St. Leonhard | weithin sichtbarer Bau auf einer Anhöhe, Saalkirche mit Nordturm, um 1470, Chorschluss 1484, Langhauswölbung 1610; mit Ausstattung | D-2-79-112-101 Wikidata | Katholische Filialkirche St. Leonhard |

### Oberholzhausen
| Lage                         | Objekt      | Beschreibung                                                                             | Akten-Nr.               | Bild |
| ---------------------------- | ----------- | ---------------------------------------------------------------------------------------- | ----------------------- | ---- |
| Oberholzhausen 8 (Standort)  | Bauernhaus  | Satteldachbau mit Blockbau-Obergeschoss, Traufschrot und Hochlaube, Ende 18. Jahrhundert | D-2-79-112-103 Wikidata | BW   |
| Oberholzhausen 21 (Standort) | Einfirsthof | verputzter Satteldachbau mit Blockbau-Obergeschoss, 18./19. Jahrhundert                  | D-2-79-112-102 Wikidata | BW   |

### Schermau
| Lage                 | Objekt  | Beschreibung | Akten-Nr.               | Bild           |
| -------------------- | ------- | --- | ----------------------- | -------------- |
| Gutsweg 5 (Standort) | Schloss | zweigeschossiger rechteckiger Bau mit Ecktürmen und Walmdach, im Kern 18. Jahrhundert, im 19. Jahrhundert verändert; westlich mit Schlossmauer | D-2-79-112-105 Wikidata | weitere Bilder |

### Teisbach
| Lage                         | Objekt                                        | Beschreibung | Akten-Nr.               | Bild                    |
| ---------------------------- | --------------------------------------------- | --- | ----------------------- | ----------------------- |
| Kirchplatz 10 (Standort)     | Katholische Pfarrkirche St. Vitus             | neuromanische Saalkirche mit eingezogenem Chor und Südturm, Backsteinbau von Johann Baptist Bernlochner, 1849; mit Ausstattung | D-2-79-112-110 Wikidata | weitere Bilder          |
| Marktplatz 1 (Standort)      | Markttor                                      | Torbau mit Zeltdach und nördlichem Flügelbau mit Satteldach, seitlich Bogendurchgang, bezeichnet 1718 | D-2-79-112-112 Wikidata | weitere Bilder          |
| Marktplatz 2 (Standort)      | Wohnhaus                                      | zweigeschossiger Traufseitbau, südlich an das Markttor anschließend, 18. Jahrhundert | D-2-79-112-118 Wikidata | BW                      |
| Marktplatz 7 (Standort)      | Wohn- und Geschäftshaus                       | breitgelagerter zweigeschossiger Bau mit Krüppelwalmdach, wohl Anfang 19. Jahrhundert | D-2-79-112-113 Wikidata | Wohn- und Geschäftshaus |
| Marktplatz 9 (Standort)      | Wohnhaus „Mädlhaus“                           | wohl ehemaliges Wirtshaus, zweigeschossiger verputzter Blockbau mit Flachsatteldach, breitgelagert und giebelständig, 1555 (dendrochronologisch datiert), nördlich anschließend zweigeschossige Wirtschaftsgebäude, 18. und 19. Jahrhundert | D-2-79-112-114 Wikidata | BW                      |
| Marktplatz 11 (Standort)     | Ehemaliges Kastenamt, später Schule, Wohnhaus | dreigeschossiger Traufseitbau mit Erkern, 1594 | D-2-79-112-115 Wikidata | BW                      |
| Schloßweg 9 (Standort)       | Schloss Teisbach                              | im Kern spätmittelalterlicher Rechteckbau mit Eckturm, im 19. Jahrhundert wiedererrichtet bzw. ausgebaut; Nebengebäude, im Kern spätmittelalterlich; Umfassungsmauer, im Kern spätmittelalterlich                                           | D-2-79-112-119 Wikidata | weitere Bilder          |
| Seebergergasse 28 (Standort) | Kleinbauernhaus                               | Satteldachbau mit Blockbau-Obergeschoss, Hochlaube und traufseitigem Schrot, erste Hälfte 18. Jahrhundert | D-2-79-112-122 Wikidata | BW                      |

### Unterbubach
| Lage                     | Objekt                            | Beschreibung | Akten-Nr.               | Bild |
| ------------------------ | --------------------------------- | --- | ----------------------- | ---- |
| Unterbubach 2 (Standort) | Wohnstallhaus eines Dreiseithofes | Satteldachbau mit teilweise verputztem Blockbau-Obergeschoss, Traufschrot und Giebelschrot, Traidboden über Wirtschaftstrakt, im Kern 17./18. Jahrhundert | D-2-79-112-124 Wikidata | BW   |

## Ehemalige Baudenkmäler
In diesem Abschnitt sind Objekte aufgeführt, die früher einmal in der Denkmalliste eingetragen waren, jetzt aber nicht mehr. Objekte, die in anderem Zusammenhang – also z. B. als Teil eines Baudenkmals – weiter eingetragen sind, sollen hier nicht aufgeführt werden. Aktennummern in diesem Abschnitt sind ehemalige, jetzt nicht mehr gültige Aktennummern.

| Lage                                      | Objekt     | Beschreibung                                                                                         | Akten-Nr.               | Bild       |
| ----------------------------------------- | ---------- | --- | ----------------------- | ---------- |
| Dingolfing Hochbrückenstraße 1 (Standort) | Wohnhaus   | zweigeschossiger Bau mit Krüppelwalmdach, erste Hälfte 19. Jahrhundert                               | D-2-79-112-20 Wikidata  | Wohnhaus   |
| Dingolfing Marienplatz 25 (Standort)      | Bürgerhaus | zweigeschossiger Satteldachbau mit Schweifgiebel, 18. Jahrhundert                                    | D-2-79-112-44 Wikidata  | Bürgerhaus |
| Dingolfing Obere Stadt 9 (Standort)       | Wohnhaus   | zweigeschossiger Giebelbau, 16./17. Jahrhundert, rückwärts gotischer Steilgiebel                     | D-2-79-112-52 Wikidata  | BW         |
| Oed Oed 13 (Standort)                     | Kleinhaus  | eineinhalbgeschossige Satteldachbau, Oberteil und Giebel Blockbau, Ende 18. Jahrhundert, Dach später | D-2-79-112-104 Wikidata | BW         |

## Abgegangene Baudenkmäler
In diesem Abschnitt sind Objekte aufgeführt, die früher einmal in der Denkmalliste eingetragen waren, jetzt aber nicht mehr existieren, z. B. weil sie abgebrochen wurden. Aktennummern in diesem Abschnitt sind ehemalige, jetzt nicht mehr gültige Aktennummern.

| Lage                                     | Objekt   | Beschreibung                                          | Akten-Nr.             | Bild |
| ---------------------------------------- | -------- | ----------------------------------------------------- | --------------------- | ---- |
| Dingolfing Am Herrenweiher 18 (Standort) | Wohnhaus | Wohnhaus, erdgeschossiger Mansardwalmdachbau, um 1850 | D-2-79-112-3 Wikidata | BW   |